# ألمير دي سوزا فراغا
ألمير دي سوزا فراغا (Almir de Souza Fraga) (26 مارس 1969 في بورتو أليغري في البرازيل – )؛ هو لاعب كرة قدم سابق كان يلعب كمهاجم. يلعب مع منتخب البرازيل لكرة القدم منذ عام 1990.

## وصلات خارجية
- ألمير دي سوزا فراغا على موقع اتحاد تركيا (لاعب) (الإنجليزية)
- ألمير دي سوزا فراغا على موقع رابطة كرة القدم اليابانية للمحترفين (اليابانية)
- ألمير دي سوزا فراغا على موقع قاعدة بيانات كرة القدم.إي يو (الإنجليزية)
- ألمير دي سوزا فراغا على موقع ناشيونال فوتبول تيمز (الإنجليزية)
- ألمير دي سوزا فراغا على موقع عالم كرة القدم.نت (الإنجليزية)

- National Football Teams